# Holcomb (Kansas)

Holcomb na mapie hrabstwa oraz położenie hrabstwa na mapie stanu

Holcomb – miasto w Stanach Zjednoczonych w stanie Kansas, hrabstwo Finney. Jedno z dwóch miast hrabstwa (obok Garden City).
Miasteczko rozsławione morderstwem rodziny Clutterów w 1959 roku, co opisał w swojej książce Z zimną krwią, amerykański pisarz Truman Capote. Na podstawie tych wydarzeń powstało także kilka filmów i adaptacji teatralnych.

## Demografia
Zgodnie ze spisem statystycznym z 2000 roku, miasteczko zamieszkuje 2026 mieszkańców w 592 gospodarstwach domowych, gdzie 515 rodzin mieszka bezpośrednie w granicach miasta. Gęstość zaludnienia wynosi 668,6 os./km². W Holcomb jest 608 budynków mieszkalnych, przy średnim ich zagęszczeniu 200,6/km².
Struktura etniczna ludności: 80,8% biali, 1,09% Afroamerykaninie, 0,89% Indianie, 0,30% Azjaci, 13,28% inne rasy i 3,65% ludzie dwóch lub więcej ras etnicznych. Latynoamerykanie i ludność pochodzenia hiszpańskiego stanowi 24,43% ludności (niezależnie od rasy). 
41,7% ludności ma poniżej 18 lat; 8,5% 18-24; 37,7% 25-44; 14,8% 45-64, a 2,3% 65 lat i więcej. Mediana wieku wynosi 25 lat. Na każde 100 kobiet przypada 97,9 mężczyzn, a na każde 100 kobiet powyżej 18 lat, 90,5 mężczyzn. 
Z 592 gospodarstw domowych, w 65% mieszkały dzieci poniżej 18 lat, w 64,9% małżeństwa, a w 17,2% niezamężne kobiety. W 13% zamieszkiwały nie rodziny. 10,1% gospodarstw domowych zamieszkiwały osoby samotne i 2,5% to miejsca, gdzie samotną osobą miała 65 lat i więcej. Przeciętna wielkość gospodarstwa domowego to 3,42 osoby, a rodziny 3,62.
Mediana dochodu gospodarstwa domowego wynosi 47 115$, a rodziny 48 587$. Mediana dochodu mężczyzn wynosi 31 250&, a kobiet 22 625$. Dochód na osobę w Holcomb wynosi 14 264$. Około 7,6% rodzin (10,1% ludności), żyje poniżej granicy ubóstwa, gdzie 11,4% osób ma 18 lat i mniej, a 26,5% 65 i więcej.

## Morderstwo rodziny Clutterów
15 listopada 1959 roku, w ich domu na River Valley Farm pod Holcomb, odnaleziono rodzinę Clutterów, związana i zastrzeloną. Herbert, lat 48; jego żona Bonnie, 45; córka Nancy, 16; i syn Kenyon, 15, zginęli w ciągu jednej nocy w niewyjaśnionych wtenczas okolicznościach, przy braku sprawców i jasnego motywu. 
Po wnikliwym śledztwie, ujęto sprawców: Richarda „Dicka” Hickocka i Perry’ego Smitha. Podczas przesłuchań opisali oni przebieg zbrodni (choć wskutek sprzecznych zeznań nie udało się ustalić do końca, który z nich dokładnie zabił kogo), za które zostali postawieni w stan oskarżenia, a następnie, po procesie, skazani na śmierć przez powieszenie (kara śmierci w stanie Kansas). Podłożem tej zbrodni okazał się napad rabunkowy. Hickock odsiadując wyrok w więzieniu, poznał tam innego więźnia - Floyda Wellsa, który kiedyś pracował przez jeden sezon na farmie Clutterów i opisywał majątek oraz zamożność rodziny. Jeszcze w więzieniu Hickock zaplanował napad na ich dom, a także postanowił zwerbować do tego Smitha. Po wyjściu na wolność obaj przestępcy spotkali się (naruszając w ten sposób zasady zwolnienia warunkowego) i pojechali na jedną noc z Kansas City (miejsce zamieszkania Hickocka) do Holcomb z zamiarem napadu. Na miejscu okazało się (co było powszechnie znanym faktem w okolicy, ale czego nie wiedzieli przestępcy), że Herbert Clutter nigdy nie trzyma dużych sum gotówki, a także, że w domu nie ma sejfu. Łupem przestępców padło około 40-50$, przenośne radio Kenyona oraz lornetka. Powodowani niewyjaśnionymi impulsami, bandyci zamordowali następnie całą rodzinę w celu pozbycia się świadków. Zostali aresztowani sześć tygodni później w Las Vegas, do czego znacznie przyczynił się (wskazując ich jako potencjalnych sprawców) były współwięzień Hickocka - Floyd Wells, który przeczytał o sprawie w gazecie. Po procesie oraz nieudanych apelacjach obu sprawców powieszono 14 kwietnia 1965 roku.
Wydarzenia te, proces i skazanie morderców, stały się kanwą książki Trumana Capote’a - Z zimną krwią. Ukazała się ona w odcinkach w gazecie The New Yorker w 1965 roku, a książkowo została wydana w 1966. Capote prace nad nią zaczął w kilka dni po przeczytaniu doniesień o morderstwach, w 1959 roku. Ten epizod z biografii pisarza został z kolei zekranizowany w 2005 roku w filmie Capote (z Philipem Seymour Hoffmanem w roli tytułowej, za którą został nagrodzony Oscarem). Wydarzenia te pojawiają się także w filmie Bez skrupułów. 
Sama historia morderstw, fabuła książki Capote, była także podstawą innych filmów: aranżacji teatralno-filmowej In Cold Blood z 1967 roku w reżyserii Richarda Brooksa, z rolami Roberta Blake’a, Scotta Wilsona i Johna Forsythe'a; a także dwuczęściowego filmu telewizyjnego z Erikiem Robertsem, Anthonym Edwardsem i Samem Neillim, wyemitowanego w 1996 roku. Część filmu z 1967 była kręcona w Holcomb, niedaleko Garden City, a także w domu Clutterów.